# Bistum Ahiara
Das Bistum Ahiara (lateinisch Dioecesis Ahiarana, englisch Diocese of Ahiara) ist eine in Nigeria gelegene römisch-katholische Diözese mit Sitz in Ahiara.

## Geschichte
Das Bistum Ahiara wurde am 18. November 1987 durch Papst Johannes Paul II. mit der Apostolischen Konstitution Dominici gregis aus Gebietsabtretungen des Bistums Owerri errichtet und dem Erzbistum Onitsha als Suffraganbistum unterstellt. Das Bistum Ahiara wurde am 26. März 1994 dem Erzbistum Owerri als Suffraganbistum unterstellt.
Erster Bischof wurde Victor Adibe Chikwe. Nach dessen Tod im September 2010 und zweijähriger Sedisvakanz wurde Peter Ebere Okpaleke im Dezember 2012 zum zweiten Bischof von Ahiara ernannt. Schon vor seiner Weihe ließen einige Priester und Laien ihren  Unwillen über die Ernennung spüren. Junge Leute blockieren die Kathedrale von Ahiara, sodass die Bischofsweihe im benachbarten Erzbistum Owerri erfolgte. Im Juli 2013 setzte Papst Franziskus übergangsweise (bis 2014) Kardinal Onaiyekan als Apostolischen Administrator ein. Im Juni 2017 verlangte Papst Franziskus von jedem der Priester des Bistums Ahiara eine persönliche, an ihn (den Papst) zu richtende schriftliche Loyalitätserklärung gegenüber Bischof Okpaleke. Wer dieser Forderung nicht binnen 30 Tagen nachkomme, werde suspendiert. Am 19. Februar 2018 nahm Papst Franziskus schließlich den Verzicht Okpalekes auf das Bistum Ahiara an. Zum vorläufigen apostolischen Administrator wurde der Bischof von Umuahia, Lucius Iwejuru Ugorji, ernannt.

## Bischöfe von Ahiara
- Victor Adibe Chikwe, 1987–2010
- Peter Ebere Okpaleke, 2012–2018
- Simeon Okezuo Nwobi CMF, seit 2024